# 194
Het jaar 194 is het 94e jaar in de 2e eeuw volgens de christelijke jaartelling.

## Gebeurtenissen

### Italië
- In Rome worden Lucius Septiumius Severus Augustus en Decimus Clodius Albinus Caesar door de Senaat herkozen tot consul van het Imperium Romanum.

### Klein-Azië
- Slag op de vlakte van Issus: Keizer Septimius Severus verslaat in Cilicië het Romeinse leger (6 legioenen) onder bevel van Pescennius Niger.
- Byzantium wordt door Septimius Severus belegerd. Pescennius Niger vlucht naar Antiochië (Syria) en wordt later in het openbaar geëxecuteerd.

## Overleden
- Gaius Pescennius Niger, Romeins veldheer en usurpator